# Harald I. Krásnovlasý
Harald I. Krásnovlasý (asi 850 – asi 933) byl norský král v letech 872–930 a který jako první sjednotil Norsko. Král Harald I. Krásnovlasý byl ve staré severštině nazýván Haraldr hinn hárfagri, v islandštině Haraldur hinn hárfagri, v norštině Harald Hårfagre.

## Život

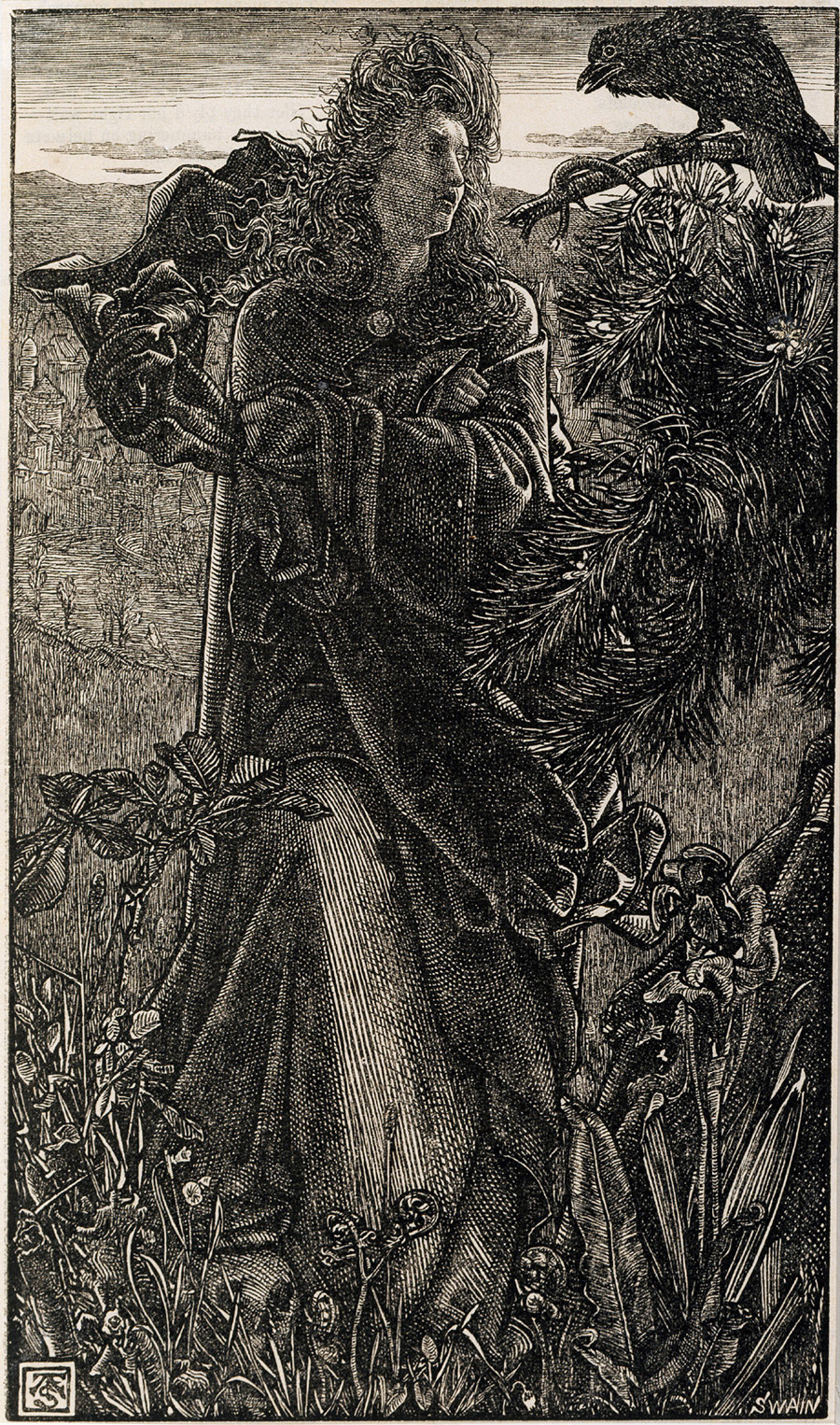
Dřevoryt od Fredericka Sandysa z roku 1862

Harald nastoupil po smrti svého otce, krále Halfdana Černého Gudrødssona, v roce 860 na jeho místo, v malém nezávislém království ve Vestfoldu u Viku na jihovýchodě Norska. Toto království jeho otec zčásti dobyl a zčásti zdědil. Vlastně se jednalo o několik malých království: Vestfold, Vingulmark, Ranrike.
Sjednocení Norska je podle legend tak trochu milostnou romancí. Příběh začal nabídkou k sňatku, jehož výsledkem bylo odmítnutí od Gydy Eiríksdóttir, dcery sousedního krále. Ta údajně řekla, že se nestane Haraldovou ženou „dokud se nestane králem celého Norska“.
A Harald přísahal, že se neostříhá ani neučeše, dokud nebude jediným králem Norska. O deset let později na něj mohly norské fjordy oprávněně hledět jako na upraveného, načež si změnil také svoje přízvisko z „Rozcuchaný“ na to, pod kterým je znám dnes – „Krásnovlasý“.
Většina odborníků pokládá tento příběh za smyšlený a inspirovaný oblíbenými příběhy královského dvora, které byly toho času zapsány do ságy Heimskringla.
Roku 866 Harald začal s prvními z řady záborů malých království, ze kterých bylo Norsko tehdy složeno, včetně Värmlandu ve Švédsku, které přísahalo věrnost sveaskému králi Eriku Eymundssonovi. Po dobytí Opplandu za pomoci svého tchána Håkona Grjotgardssona porazil trøngerské høvdingy a ovládl Trøndelag.
Roku 872, po vítězství v bitvě u Hafrsfjordu, se Harald prohlásil králem celého Norska. Jeho doména byla nicméně ohrožena četným nebezpečím, neboť velký počet jeho odpůrců neodcházel pouze na Island, ale také na Orkneje, Shetlandy, Hebridy a Faerské ostrovy a do Skotska. Z těchto zimovišť vyráželi a dotírali na jeho království a zbytek severní Evropy. Jakkoli jeho odpůrci odcházeli sami, ne vždy to bylo dobrovolně, mnoho bohatých a respektovaných høvdingů představovalo pro Haralda ohrožení. Z toho důvodu byli vystavováni nátlaku Haralda, který je nutil k odchodu ze země. Tento postup vedl k hlavní kolonizaci Islandu. Tímto způsobem se král Harald podílel na moderní islandské společnosti, a zapsal se tak i do islandských ság.
Počet uprchlíků byl dále zvyšován „nespokojenci“ z Norska, kteří měli zlost na Haraldovo vymáhání daní z půdy, která byla dříve v jejich výlučném vlastnictví. Nakonec byl Harald nucen uspořádat výpravu na západ a vyčistit skotskou pevninu od vikingů. Velký počet jich prchl na Island, který zatím rostl do nezávislého společenství, zatímco skotské ostrovy upadly pod vládu Norů.
Pozdější Haraldova vláda byla poznamenána spory jeho synů, kterých byl velký počet. Všem dal královské tituly a přidělil jim území, které spravovali. Ale toto uspořádání neukončilo jejich spory a ty se přenášely i do následujících časů.
Když Harald zestárl, předal nejvyšší moc svému oblíbenému synovi Erikovi Krvavé sekyře, který se měl stát jeho nástupcem. Erik Krvavá sekyra vládl spolu s otcem až do Haraldových 80 let, o tři roky později roku 933 Harald umírá. Měl osm žen a 23 dětí. Dvanáct jeho synů se stalo králi, dva z nich vládli Norsku.